# Męczennicy z Towarzystwa Maryi
Męczennicy z kapłańskiego Stowarzyszenia Robotników Diecezjalnych – trzech zamordowanych w okresie hiszpańskiej wojny domowej, z nienawiści do wiary (łac) odium fidei członków Towarzystwa Maryi, uznanych przez Kościół katolicki za męczenników.
Towarzystwo założonego przez późniejszego błogosławionego Wilhelma Józefa Chaminade'a, grupuje na równych prawach duchownych jak i braci zakonnych w celu realizacji zadania „nauczanie wiary i obyczajów chrześcijańskich”. W Hiszpanii działalność podjęli z końcem XIX wieku. W czasie wojny domowej placówki prowadzone przez marianistów zaś znajdujące się w obrębie strefy wpływów republikanów zostały zlikwidowane, a kilku członków towarzystwa zamordowano.

## Lista męczenników
| Imię (imię oryginalne) | Nazwisko         | Data urodzenia   | Data śmierci         | Miejsce śmierci |
| ---------------------- | ---------------- | ---------------- | -------------------- | --------------- |
| Karol (Carlo)          | Eraña Guruceta   | 2 listopada 1884 | 18 września 1936     | Ciudad Real     |
| Fidelis (Fidel)        | Fuidio Rodríguez | 24 sierpnia 1880 | 17 października 1936 | Ciudad Real     |
| Jezus (Jesús)          | Hita Miranda     | 17 sierpnia 1900 | 25 września 1936     | Ciudad Real     |

1 października 1995 roku papież Jan Paweł II dokonał beatyfikacji czterdziestu pięciu ofiar prześladowań antykatolickich wśród których znaleźli się trzej wymienieni powyżej męczennicy.
W Kościele katolickim dniem wspomnienia liturgicznego każdego z otoczonych kultem jest dies natalis zaś grupa błogosławionych trzech męczenników z Towarzystwa Maryi wspominana jest 18 września.